# 池内克史
池内 克史（いけうち かつし）は、日本のコンピュータビジョン分野の計算機科学者。

## 経歴・人物
大阪府生まれ。大阪府立茨木高等学校卒業。京都大学工学部機械工学科卒業。東京大学大学院工学系研究科情報工学専攻博士課程修了、工学博士。 学位論文は「Graph description principle based on image processing by human（人間の視覚のモデル化に基づく図形記述方針）」。人間の漢字読み取りの過程のモデル化を行い、短時間漢字を見せ読み取り誤りの減少をこのモデルで予測することで、モデルの正当性を検証した。
博士取得後すぐにMIT人工知能研究所にポスドクとして渡米、その後電子技術総合研究所（現産業技術総合研究所）を経て再度渡米、カーネギーメロン大学ロボティクス研究所の研究員となる。東京大学生産技術研究所、東京大学大学院情報学環の教授を経て、マイクロソフトに入社、現在米国本社にてロボティクス研究グループのマネージャー。
MIT人工知能研究所時代に明るさ解析と呼ばれる1枚の画像から陰影の差にもとづき奥行情報を得るアルゴリズムの開発にとりくみ、滑らかさ拘束（smoothness constraint）を提案した。これは正規化項を加えることでビジョンの問題を解いた先駆的論文となる。同時期、これらの手法のロボット応用を目指し、Horn教授とビンピッキングシステムを開発したことも注目に値する。カーネギーメロン大学ロボティクス研究所時代には、人間の行動をみてそれをまねる人まねロボットの開発に取り組み、東京大学にておいて、この方式で、ヒューマノイドロボットに会津磐梯山踊りをおどらせた。また、東京大学において、アンコールトム遺跡バイヨン寺院の立体データを取得したことでも知られている。その後、九州装飾古墳群のデジタルデータを取得し、これらのデータを用いてデジタルアーカイブの考古学へ応用の有用性を示した。
この間、CVPR1996, ICCV2003, ICRA2009, ICCV2015などのプログラム委員長、IROS1995, ITSC1999, ICCV2007, ICCV2017などの実行委員長やIJCVなどの編集長を務める。

## 受賞・叙勲・褒章
1998年　IEEE fellow
2007年　電子情報通信学会　フェロー
2010年　日本ロボット学会　フェロー
2011年　IEEE PAMI Distinguished Researcher Award
2012年　紫綬褒章
2013年　電子情報通信学会　業績賞
2014年　大川賞
2015年　情報処理学会　功績賞
2017年　FIT船井業績賞
2021年　電子情報通信学会　功績賞
2022年、瑞宝中綬章。

## 論文賞
1990年　ICCV1990 Marr賞
1991年　CVPR1991論文賞
1992年　AIJ最多引用論文賞
1997年　日本ロボット学会学論文賞
1998年　IEEE-TRA K-S Fu記念論文賞
2000年　日本VR学会論文賞
2000年　VSMM2000 論文賞
2004年　VSMM2004 論文賞
2005年　情報処理学会論文賞
2005年　VSMM2005論文賞
2007年　情報処理学会論文賞
2008年　日本ロボット学会論文賞
2017年　日本ロボット学会論文賞

## 著作
- Computer Vision: a reference guide, K. Ikeuchi (ed), Springer, 2014
- Digitally archiveing cultural objects Ikeuchi and Miyazaki eds, Springer, 2008
- Modeling from Reality, K. Ikeuchi and Y. Sato (eds), Kluwer Academic (Springer), 2001
- Symbolic visual learning, K. Ikeuchi and M. Veloso (eds), Oxford Univ Press, 1997
- 九州装飾古墳のすべて、池内克史 (編著)、東京書籍、2015
- 3次元デジタルアーカイブ、 池内克史, 大石岳史(編著)、東京大学出版,2010
- 3次元映像ハンドブック、尾上守夫, 池内克史, 羽倉弘之(編)、朝倉書店,2006
- マシンビジョン、江尻正員、大田友一、池内克史(共著)、昭晃堂、1990